# Елен Тери
Елен Тери (енгл. Ellen Terry; Ковентри, 27. фебруар 1847 — Кент, 21. јул 1928) је била позната енглеска глумица с краја 19. и почетка 20. века.
Рођена у породици глумаца, Елен је почела да глуми као дете, глумивши у Шекспировим представама у Лондону и у тинејџерским годинама гостовала је у британским провинцијама. Са 16 година удала се за 46-годишњег уметника Џорџа Фредерика Вотса, али развели су се у року од годину дана. Убрзо се вратила на позорницу, али започела је везу с архитектом Едвардом Вилијамом Годвином и повукла се са бине на шест година. Наставила је да глуми 1874. године и одмах је добила признање за улоге у Шекспировим комадима и другим класицима.
Године 1878. придружила се глумачкој екипи глумца Хенрија Ирвинга као водећа дама, а више од наредне две деценије сматрана је водећом шекспировском и комичном глумицом у Британији. Две од њених најпознатијих улога биле су Портија у Млетачком трговцу и Беатрис у Много буке ни око чега. Она и Ирвинг су такође путовали и низали успехе у Америци и Британији.
Године 1903. Тери је преузела управљање лондонским позориштем Royal Aquarium, фокусирајући се на драме Шоа и Ибсена. Подухват је био финансијски неуспех, а Тери се окренула турнеји и предавањима. Наставила је да игра на позорници све до 1920. године, истовремено се појављујући и у филмовима од 1916. до 1922. Њена каријера је трајала скоро седам деценија.

## Детињство, младост и каријера
Рођена је у Ковентрију у Енглеској, треће преживело дете које се родило у позоришној породици. Њени родитељи, Бенџамин (1818–96), ирског порекла, и Сара (рођена Балард, 1819–92), шкотског порекла, били су глумци у трупи са седиштем у Портсмуту.
Тери се први пут појавила у сцени са девет година, у Зимској причи у лондонском Princess's Theatre 1856. године. Такође је играла улоге у комадима  „Сан летње ноћи“ (1856), „Краљ Џон“ (1858) и у „Магбету“ (1859), настављајући да игра у том театру све до 1859. године. Следеће две године Елен и њена сестра Кејт обилазиле су британске провинције у скечевима и играма, у пратњи родитеља и музичара.
Између 1861. и 1862. била је ангажована у позоришту Royalty Theatre, којим је управљала Мадам Албина де Рона, а глумила је са В. Х. Кендалом, Чарлсом Виндамом и другим познатим глумцима. Године 1862. придружила се својој сестри Кејт у Бристолу, где је играла широку палету комада, укључујући бурлеске које захтевају певање и плес, као и улоге у филмовима Много вике ни око чега, Млетачки трговац и Отело. Године 1863. се вратила у Лондон.

## Повратак глуми и бракови
Удавала се три пута и била је у бројним везама. У Лондону, током свог ангажмана у позоришту Haymarket Theatre, она и њена сестра Кејт имале су своје портрете угледног уметника Џорџа Фредерика Вотса. Она је позирала за његову слику Одабир, у којем она мора бирати између земаљских испразности, симболизираних упечатљивим, али мирисним камелијама, и племенитијим вредностима симболизираним скромним, али мирисним љубичицама. Остали њени познати портрети укључују Офелију и Посматрача и, заједно с Кејт портрет Сестре. Предложио је брак Елен упркос томе што је три деценије био старији од ње. Била је импресионирана његовом уметношћу и елегантним начином живота, па је желела да удовољи родитељима склапањем повољног брака. Она је напустила позорницу током извођења хит комедије Наш амерички рођак.
Пар се венчао 20. фебруара 1864. у Кенсингтону, седам дана пре 17. рођендана а када је Вотсу било 46. Развели су се након само 10 месеци. Међутим, за то кратко време, имала је прилику да упозна многе култивисане, талентоване и важне људе, попут песника Роберта Браунинга и Алфреда, лорда Тенисона; премијера Гладстона. Због Вотсове слике о њој и повезаности с њим, она је "постала култна фигура и муза за песнике и сликаре каснијих пред-рафаелитских и естетских покрета, укључујући Оскара Вајлда".
Вратила се глуми 1866. године. Године 1867. глумила је у неколико комада Тома Тејлора, укључујући Овцу у вучјој одећи.
Године 1868. упркос приговорима родитеља, започела је везу с прогресивним архитектом-дизајнером и есејистом Едвардом Вилијамом Годвином, још једним човеком чијем се укусу дивила, кога је упознала пре неколико година. Они су се повукли у кућу у Харпендену, где се повукла из глуме шест година. Она је још увек била у браку са Вотсом јер се развод није окончао до 1877., тако да се она и Годвин нису могли венчати. Међутим, имали су ћерку Едит 1869. године и сина Едварда 1872. године. Презиме Крег изабрали су да избегне стигму нелегитимности, али њихово заједничко живљење и деца рођена ван брака сматрани су скандалозним ситуацијама у то време.
Веза се охладила 1874. године усред преокупације Годвина његовом архитектонском праксом и финансијским тешкоћама. Међутим и након њиховог раздвајања из 1875., Годвин је наставио да дизајнира њене костиме кад се вратила на позорницу. Она је 1874. године играла у многим улогама у радовима Чарлса Рида. Исте године наступила је у Кристалној палати са Чарлсом Виндамом, као Воланте у Меденом месецу Џона Тобина, и као Кејт Хардкасл у филму She Stoops to Conquer.

## После 1875.
Године 1875. је имала невероватну изведбу у комаду Млетачки трговац. Она је понављала ову улогу у каријери све до свог последњег наступа као Портија на Лондонском позоришту Олд Вик 1917. године.
1876. године појавила се као Лејди Тизл у Школи скандала. У новембру 1877. удала се за Чарлса Клаверинга Вардел Келија (1839—1885), глумца и новинара, којег је упознала током појављивања у Ридеовим представама, али раздвојили су се 1881. године. Након тога коначно се помирила са родитељима које није видела од када почела је да живи у ванбрачној заједници са Годвином.
Године 1878. тридесетогодишња Елен се придружила глумачкој трупи Хенрија Ирвинга у театру Лицеум као водећа дама са издашном платом, почевши улогом Офелија у комаду Хамлет. Убрзо су је сматрали водећом шекспировском глумицом у Британији, а у партнерству са Ирвингом владала је као таква више од 20 година, све док нису напустили Лицеум 1902. године.
Године 1879. године Тајмс је рекао да је њена глума лика Ирис у филму All is Vanity, or the Cynic's Defeat: "Ирис госпођице Тери била је представа непоновљивог шарма, пуна покрета, лакоће и смеха ... највиши склад и природна грациозност. .. таква је Ирис можда и сама окренула главу Диогена. " Године 1880. је играла насловну улогу у адаптацији кћери краља Ренеа под називом Јоланте. Лист Ера је писао: "Ништа више добитно и очаравајуће од милости, једноставности и дечије слаткоће слепе Јоланте како је показала госпођица Елен Тери у нашем сећању је било виђено на позорници. Претпоставка је била савршено савршена. ... Изврсна ... вежбање посебно фасцинантних моћи госпођице Елен Тери, која је постигла несумњиви тријумф ... и радовала се поново и поново ".
Међу њеним најславнијим улогама с Ирвингом биле су Офелиа и Паулина у "Лав Лејди" Едварда Булвер-Литона (1878), Портија (1879), краљица Хенријета Марија у драми Вилијама Гормана Вилса "Чарлса Првог" (1879), Дездемона у "Отелу" (1881), Беатрис у "Много чему о било чему", још једна од њених потписаних улога (1882, а често након тога), Јулија у "Ромеу и Јулија" (1882), Џенет у "Лионској пошти" (1883) ), насловни део у Ридеовој романтичној комедији "Ненси Олдфилд" (1883), Виола у "Дванаестој ноћи" (1884), Маргарет у дугогодишњој адаптацији "Фауста" (1885), насловна улога у Оливији (1885, коју је играла) раније у дворишту Театра), Лејди Магбет у "Магбету" (1888), краљица Кетрин у "Хенрију 13." (1892), Корделиа у "Краљу Лиру" (1892), Розамунд у "Бекету" (1893), Гвиневру у "Краљу Артуру", Имоген у "Симбелину" (1896)..
Тери је свој амерички деби имала 1883. године, играјући краљицу Хенријету у драми Вилијама Гормана Вилса "Чарлса Првог". Међу осталим улогама које је она представила на овој и шест наредних турнеје по Северној Америци са Ирвингом биле су Џенет, Офелија, Беатрис, Виола и њена најпознатија улога, Портија.  Њена последња улога у Лицеуму била је такође Портија 1902. године, након чега је те јесени гостовала у британским провинцијама с Ирвингом и његовом трупом. Да ли је Ирвингова веза са Елен била романтична и професионална, предмет је многих нагађања. Према књизи Сир Мајкла Ороида о Ирвингу и Елен и чудној историји догађаја, након Ирвингове смрти, она је изјавила да су она и Ирвинг били љубавници и додала: „неко време били страшно заљубљени“. Ирвинг је био раздвојен, али није разведен од своје супруге. Ирвинг је зачудо, био кум њене деце. Заједно су отпутовали на одмор, а Ирвинг је њој написао љубавна писма.
У Лондону је Елен живела у западном Лондону са својом децом и кућним љубимцима током 1880-их. Године 1900. купила је своју сеоску кућу у Кенту, где је живела до краја живота. Њен син се 1889. године придружио глумачкој трупи Лицеум као глумац, а с њима се појављивао до 1897. године, када се повукао са позорнице да би студирао цртање и израђивао гравуре од дрвета. Њена ћерка Едит такође је играла у Лицеуму неколико година од 1887, али на крају се окренула сценским режијама и костимографији, стварајући костиме за њену мајку, Лили Лангтри и друге почетком 20. века.

## Почетак 20. века
Године 1902. Елен је играла љубавницу Пејџ у филму “Виндорске веселе жене”, с Хербертом Бербомом Тријом као Фалстафом и Маџ Кендал као љубавницом Фордом. У 1890-им, Тери је склопила пријатељство и водио чувену преписку са Шоом, који је желео да започне позоришни подухват с њом. Године 1903. она је основала нову позоришну трупу, преузевши са својим сином управљање Империјалним позориштем, након што је њен пословни партнер Ирвинг 1902. завршио свој мандат у Лицеуму. Овде је имала потпуну уметничку контролу и могла је да бира дела у којима ће да игра. Нови подухват усредсредио се на драме Шоа и Хенрика Ибсена, укључујући последњу "Викинзи" 1903. године. Управљање позориштем испоставило се као финансијски неуспех за њу, јер се надала да ће тај подухват показати сценографију и режију талента њеног сина и костиме дизајна њене ћерке. Потом је гостовала у Енглеској, ангажујући се у Нотингему, Ливерпулу и Вулверхемптону. Ирвинг је умро 1905. године те је тада Елен накратко напустила позорницу.
Вратила се у позориште у априлу 1906. глумивши Лејди Сесили Вејнфлет да се прославила у Шоовој представи Captain Brassbound's Conversion и успешно је гостовала у тој улози у Британији и Америци. Дана 12. јуна 1906. њен златни јубилеј обележен је гала наступом у Театру Drury Lane Theatre,. Следећи пут се појавила у Позоришту Његовог Величанства као Хермиона у комаду "Зимска прича" Шекспира. Године 1907. обишла је Америку. Током те турнеје, 22. марта 1907. године, удала се за свог супруга, Американца, Џејмса Карева. Он је био млађи од 30 година, а пар се раздвојио након две године, иако се никада нису развели. Њена глумачка каријера се одвијала узлазном путањом.
Године 1910. гостовала је у провинцијама, а потом и у САД са великим успехом, глумећи рецитације и предавања о Шекспировим хероинама. у годинама 1914. до 1915. Елен је гостовала у Аустралији, САД и Британији, поново рецитирајући и предавајући о Шекспировим хероинама. Док је била у САД, она је била подвргнута операцији за уклањање катаракте са оба ока, али операција је била само делимично успешна. Године 1916. играла је Дарлинга у Баријевом филму The Admirable Crichton (1916). Током Првог светског рата глумила је у многим ратним филмовима.

## Филмови
Године 1916. појавила се у свом првом филму као Џулија Лавлејс у филму Her Greatest Performance, а наставила је да глуми у Лондону и на турнејама, снимајући још неколико филмова до 1922. године, укључујући Victory and Peace (1918), Pillars of Society (1920), Potter's Clay (1922), и The Bohemian Girl (1922) . За то време, наставила је да предаје о Шекспиру широм Енглеске и Северне Америке. Такође је приређивала сцене из Шекспирових представа у музичким салама под управом Освалда Стола. Њена последња потпуно одиграна улога била је медицинска сестра у Ромеу и Јулији у позоришту Лирик на авенији Шафтезбури 1919. године.
Године 1920. повукла се са позорнице, а 1922. из филма. Такође се вратила да игра Сузан Вилдершам у бајковитој представи Валтера де ла Мареа, Crossings, у новембру 1925. године.
Године 1922. Универзитет Свети Андреј доделио је почасни докторат Елен а 1925. године именована је Дамом од стране Реда Британског царства због њених професионалних достигнућа. У својим последњим годинама, постепено је губила вид и патила од сенилности. Стивен Колериџ анонимно је објавио књигу преписке са Елен 1928. године.

## Смрт и наслеђе
Дана 21. јула 1928. Елен је умрла од излива крви у мозгу у својој кући. Њен син Едвард се касније сетио, "Мајка је изгледала као да има 30 година ... млада лепа жена је лежала на кревету... " Маргарет Винсер креирала је маску смрти. Елен је кремирана.
Након њене смрти, њена ћерка Едит Крег је у сећање на мајку основала Меморијални музеј Елен Тери, у кући раног 16. века коју је купила на прелазу 20. века. Музеј је преузео Национални фонд 1939. године.
Еленина кћерка Едит постала је позоришна редитељица, продуценткиња, костимографкиња и рана пионирка покрета женског гласа у Енглеској. Њен син постао је глумац, сценограф и дизајнер ефеката, илустратор и редитељ.

## Галерија
- Еленин син, Едвард
- Вотсова карикатура Елен
- Цртеж за Елен, 1906
- Елен са својим кућним љубимцима
- Елен 1915. године
- У башти са својом унуком 1918. године
- Елен 1885. године